# Alberti (famiglia di Sansepolcro)

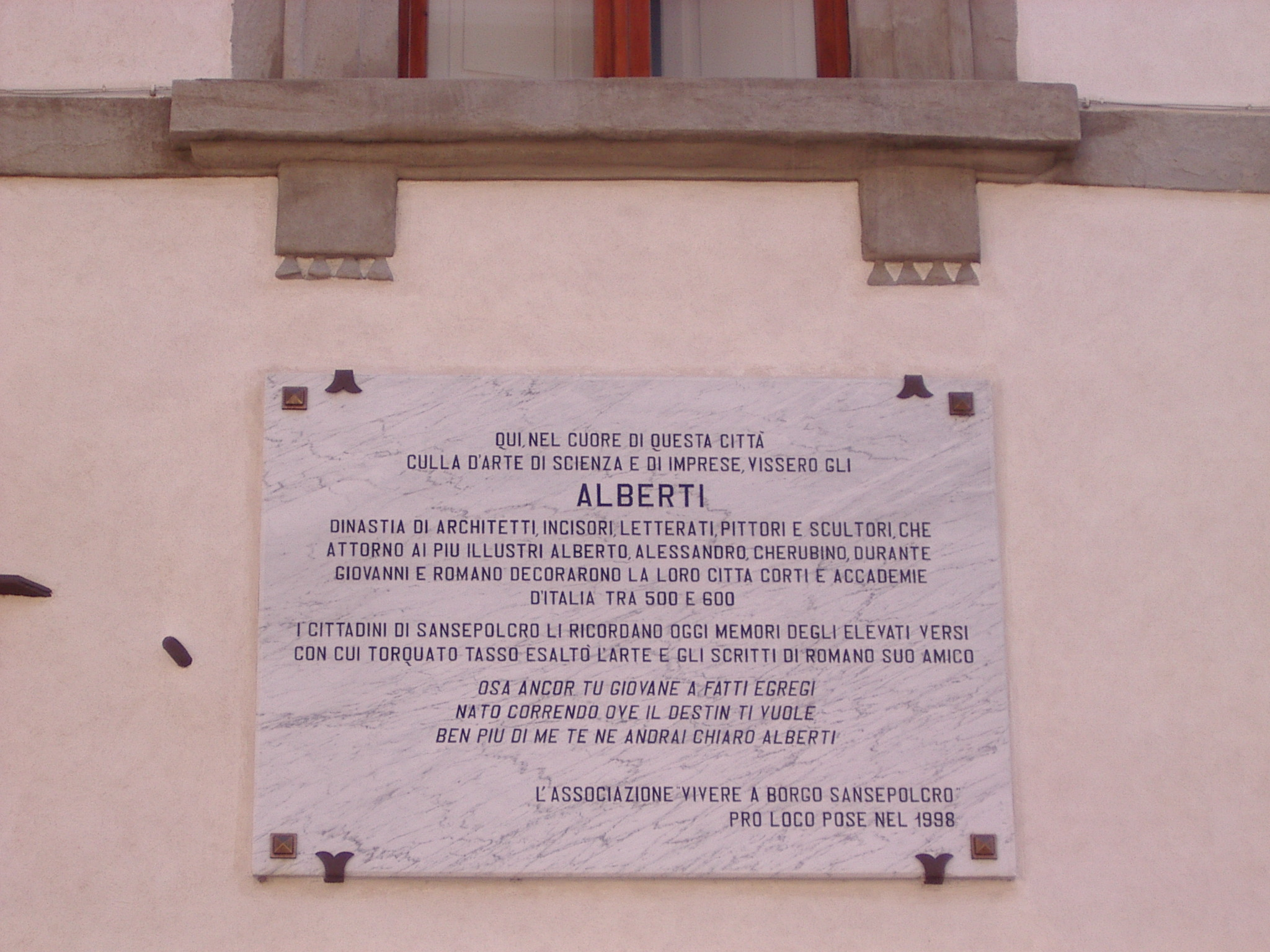
Lapide commemorativa a Sansepolcro.

Gli Alberti sono una famiglia di artisti italiani del Rinascimento originari di Sansepolcro, in Toscana:
- Alberto Alberti (1525-1598), architetto, pittore, intagliatore e suoi figli: 
  - Alessandro Alberti (1551-1590), pittore
  - Cherubino Alberti (1553-1615), pittore e incisore
  - Giovanni Alberti (1558-1601), pittore

Sono correlati a loro i membri del seguente ramo: 
- Nero Alberti da Sansepolcro (1502-1568), pittore e suoi due figli:
  - Cosimo Alberti (?-1580), scultore, incisore e pittore, e suo fratello
  - Durante Alberti (1556 -1623) e i suoi figli:
    - Chiara Alberti, pittrice
    - Pierfrancesco Alberti, pittore e incisore.